# Гуревич, Иосиф Львович
Иосиф Львович Гуревич (1901, с. Заречье Мстиславльского уезда Могилёвской губернии — март 1968, Москва) — крупный советский учёный, горный инженер-технолог нефтяной промышленности, организатор и педагог.
Основатель кафедры технологии переработки нефти и газа Московского нефтяного института.
Доктор технических наук (1949), профессор (1949).
Член Специализированного учёного совета; многие годы — член редакционной коллегии журнала «Нефтепереработка и нефтехимия». 
Участник Великой Отечественной войны.

## Биография
Родился и вырос в с. Заречье близ Мстиславля. С детства дружил с будущим историком Д. П. Маковским (1899—1970).
С 1924 работал в Московской горной академии, которую и окончил в 1926. 
В 1926-1930 работал в Нефтесиндикате СССР и на Бакинском нефтеперерабатывающем заводе.
С 1930 работал в Московском нефтяном институте МИНХ и ГП, где активно участвовал в организация технологического факультета и кафедры технологии и переработки нефти и газа.
В 1930-е — заведующий технологическим отделом проектно-исследовательского бюро при МНИ им. И.М. Губкина; в 1930-1941 и 1949-1950 — декан факультета.
В 1941-1943 был на фронте, служил в действующей армии. 
В 1930-1968 (с военным перерывом) — заведующий кафедрой технологии переработки нефти и газа.
В 1963-1968 — руководитель отраслевой битумной лаборатории.
Похоронен на Донском кладбище в Москве.

## Научно-производственная деятельность
И. Л. Гуревич является автором и соавтором более 70 печатных работ, в том числе первого учебного пособия по курсу технологии нефти Введение в технологию нефти (1935); учебника Технология нефти (1940); Общие свойства и первичная перегонка нефти (1972, 3-е издание). 
При непосредственном руководстве И. Л. Гуревича на Московском нефтеперерабатывающем заводе (МНПЗ) была сооружена и введена в эксплуатацию опытно-промышленная установка дорожных битумов (1967). 
Под его руководством было подготовлено 25 кандидатов наук, в том числе 10 — иностранных специалистов из Болгарии, Румынии, КНР, Индии, арабских стран. 

## Награды
За многолетнюю подготовку кадров в высшей школе награждён орденами Трудового Красного Знамени, Знак Почёта (1945), медалями.